# Calciumfosfide
Calciumfosfide is een anorganische verbinding van calcium en fosfor, met als brutoformule Ca3P2. De stof is vooral bekend door zijn gebruik in brandbommen, in vuurwerk en als rodenticide. Bij gebruik als brandbom is het bekend onder de handelsnaam Photophor, als rodenticide wordt de handelsnaam Polythanol gebruikt.

## Synthese en eigenschappen
Calciumfosfide kan bereid worden uit de samenstellende elementen. Bij contact met water ontstaat het toxische gas fosfine, dat spontaan kan ontbranden aan de lucht:
{\displaystyle {\ce {Ca3P2 + 6H2O -> 3Ca(OH)2 + 2PH3}}}

## Toepassingen
Metaalfosfiden worden algemeen gebruikt als rodenticide. Een mengsel van voer en calciumfosfide wordt op plaatsen achter gelaten waar de knaagdieren het op kunnen eten. Onder invloed van maagzuur wordt het giftige fosfine gevormd. Vooral op plaatsen waar knaagdieren immuun geworden zijn voor andere bestrijdingsmiddelen wordt calciumfosfide ingezet. Daarnaast worden ook zinkfosfide en aluminiumfosfide ingezet.
Calciumfosfide wordt ook gebruikt in vuurwerk, torpedo's, zelf ontstekende lichtkogels en verschillende soorten door water te activeren ammunitie.
Er wordt verondersteld dat calciumfosfide een van de ingrediënten was van Grieks vuur.
Calciumfosfide is een veel voorkomende verontreiniging in calciumcarbide. Het gevormde fosfine kan door zijn spontane ontbranding aan de lucht indirect ook tot de ontbranding van het gevormde ethyn leiden.